# Craig Gannon
Craig Gannon, född 30 juli 1966 i Manchester, är en brittisk gitarrist, mest känd för att han var gitarrist i The Smiths år 1986.

## Karriär
Gannon hade redan fått smaka på kändisskapet för sitt arbete med Aztec Camera innan han började arbeta med The Smiths. När basisten Andy Rourke sparkades från The Smiths under första kvartalet 1986, fick Gannon ta hans plats. Det tog dock inte mer än några veckor innan Rourke kom tillbaka i bandet och tog tillbaka platsen som basist, och Gannon fick istället uppdraget att ackompanjera bandet på gitarr, han spelade på singlarna "Panic" och "Ask" och turnerade med bandet i Storbritannien, Kanada och USA. Gannon spelade även på låten "You Just Haven't Earned It Yet, Baby", som var inkluderad i The World Won't Listen kompilationen. Efter att turnén slutade i oktober 1986, blev Gannon avskedad.
Efter sin period i The Smiths, gick Gannon med i The Adult Net och The Cradle, och spelade med Morrissey på hans solodebut, och 1989 års singlar "The Last of the Famous International Playboys" och "Interesting Drug". Samma år stämde han Morrissey och Johnny Marr för att han inte fått några pengar för sitt medverkande i låttexter (noterbart för "Ask"). Ärendet gick till domstol, och Gannon fick till slut 48 000 pund.

## Diskografi

### Med The Smiths

#### Singlar
- "Panic" (1986)
- "Ask" (1986)

#### Album
- The World Won't Listen (kompilation, 1987)
- Louder Than Bombs (kompilation, 1987)
- Rank (live, 1988 [inspelat 1986])
- Best...I (kompilation, 1992)
- ...Best II (kompilation, 1992)
- Singles (kompilation, 1995)
- The Very Best of The Smiths (kompilation, 2001)

### Med Morrissey

#### Singlar
- "The Last of the Famous International Playboys"  (1989)
- "Interesting Drug" (1989)

#### Album
- Bona Drag (kompilation, 1990)
- World of Morrissey (kompilation, 1995)